# Bryaxis

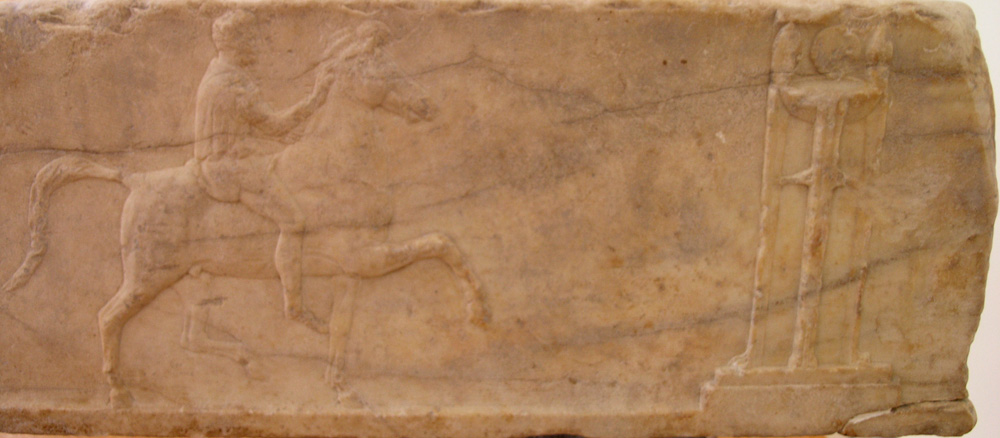
Basis einer Statue mit Signatur Bryaxis

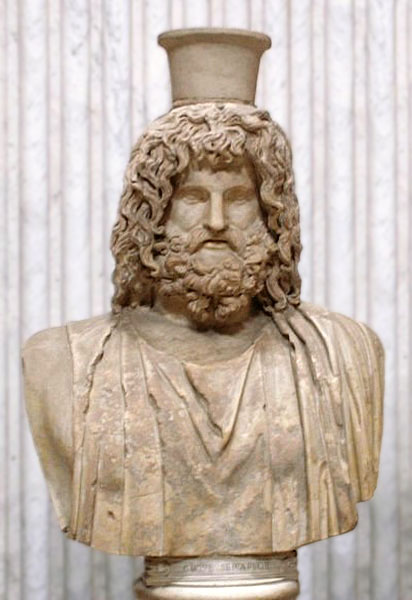
Büste des Serapis, römische Kopie nach Bryaxis

Bryaxis (altgriechisch Βρύαξις) war ein griechischer Bildhauer des 4. Jahrhunderts v. Chr.
Er gehörte zu den Meistern seines Faches, so dass er um das Jahr 350 v. Chr. von Artemisia II., der Gemahlin des persischen Satrapen Mausolos gemeinsam mit Leochares, Skopas und Timotheos beauftragt wurde, das Grabmal des Mausolos, das so genannte Mausoleum von Halikarnassos, zu errichten. Jeder der Bildhauer war dabei für eine Seite des Baues zuständig; Bryaxis für die Nordseite. Näheres zu seinem Leben ist nicht überliefert. Clemens von Alexandrien berichtet, dass es einen zweiten Bildhauer mit diesem Namen gab, der eine Serapis-Statue, die später in Alexandria stand, gefertigt haben soll.
In Athen fand sich die Basis einer Statue mit einem Relief, das den Namen Bryaxis trägt. Die Signatur mag sich aber auf die heute nicht mehr vorhandene Statue beziehen. Das Relief mag dagegen nicht von ihm stammen. Weitere Werke sind eine Statue des Apollon Kitharodos zu Daphne bei Antiochia und ein Porträt von Seleukos I.